# 尼泊尔亲善党
尼泊尔亲善党是尼泊尔的一个社会民主主义政党，前身是尼泊尔南部的特莱平原的莫朗，逊沙里，萨普塔里等县的印裔尼泊尔人创建于1983年的亲善委员会，并于次年1月起开始公开活动。1990年4月，亲善委员会改组并更名为尼泊尔亲善党。1990年6月29-30日，亲善党在贾纳克普尔召开了其首次全国代表大会，加·纳·辛格当选为主席。1991年5月12日，该党在大选中获得下议院6席。1993年4月17-19日和1998年3月25日分别召开了第二次和第三次全国代表大会。1997年与民族民主党（昌德）、尼共（联合马列）组成联合政府。该党对外亲印，主张加强与王室合作。2002年10月国王曾任命该党主席巴德里·普拉萨德·曼达勒为临时政府副首相。
尼泊尔亲善党主张维护民主和特莱地区人民的利益，要求将向特莱人颁发公民证的手续简化，将印地语列为国语写入宪法，特莱人在官方和半官方机构中应占有一般的份额，并且允许特莱人按照地理，地理人口和文化状况举行选举和集体参军等。尼泊尔亲善党的基层组织分布在全国19个县，但大多集中在特莱地区。